# آب کر
آب کُر یکی از انواع آب‌ها نبوده بلکه در فقه شیعه به میزان آبی گفته می‌شود که حداقل به اندازه‌ای باشد که اگر در ظرفی ریخته شود که طول و عرض و عمق آن هر یک سه وجب و نیم باشد آن را پر کند.
از لحاظ وزنی مقدار آن بنابر مشهور ۱۲۰۰رطل عراقی است. برخی از بزرگان مقدار آن را تقریباً ۳۷۶ کیلوگرم و برخی دیگر تا ۴۸۰ کیلوگرم دانسته‌اند؛ بنابراین اگر مقدار آب ۴۸۰ کیلوگرم باشد، طبق نظر تمامی علما آب کر است.

## احادیث

### تعیین میزان کر با مساحت
۱- روایت اسماعیل بن جابر قال:(قلت لابی عبداللّه (ع) الماء الّذی لاینجّسه شئٌ؟
قال: ذراعان عمقه فی ذراع وشبر وسعة (سعته))
اسماعیل بن جابر می‌گوید: از امام صادق (ع) پرسیدم: آبی که چیزی آن را نجس نمی‌کند، کدام است؟
فرمود: آبی است که دو ذراع ژرفای آن باشد و یک ذراع و یک وجب گستره آن.
۲- روایت مرسله صدوق در کتاب مجالس امالی قال:(و رُوی انّ الکُرّ هو مایکون ثلاثة اشبار طولاً فی ثلاثة اشبار عرضاً فی ثلاثة اشبار عمقاً)
روایت شده‌است کُرّ سه وجب طول، ضرب در سه وجب عرض ضرب در سه وجب عمق است.
۳-روایت اسماعیل بن جابر از امام صادق (ع)(قلت: ما الکُرّ؟ قال: ثلاثة اشبار فی ثلاثة اشبار)
پرسیدم: کُرّ چه قدر است؟ فرمود: سه وجب ضرب در سه وجب.
۴-روایت مرسله صدوق در کتاب مُقنع قال:(رُوی انّ الکُرّ ذراعان و شبر فی ذراعین وشبر).
روایت شده که کُرّ دو ذراع و یک وجب ضرب در دو ذراع و یک وجب است.
۵-روایت ابوبصیر، قال:(سئلت اباعبداللّه (ع) عَنِ الکُرِّ مِنَ الماءِ کَمْ یَکونُ قَدْرُه؟ قال: اذا کانَ الْماءُ ثلاثة اَشبارٍ وَ نِصف فی مِثلِه ثَلاثة اَشبار و نِصْف فی عُمْقه فی الاَرضِ فذلک الکُرّ مِنَ الْماء)
ابوبصیر می‌گوید: از امام صادق (ع) پرسیدم: یک کُرّ آب چقدر است؟
فرمود: وقتی که آب سه وجب و نیم طول، ضرب در سه وجب ونیم عرض ضرب در سه وجب و نیم عمق شود.
۶-روایت حسن بن صالح ثوری از امام صادق (ع) قال:(اذا کان الماءُ فی الرَّکّی کرّاً لم ینجسه شیء.
قُلْتُ: وکم الکُرّ؟ قال: ثلاثة اَشبار ونِصف طُولها فی ثلاثة اشبارٍ و نِصف عُمقها فی ثلاثة اشبار وَنصف عَرضها)
اگر آب در چاه به قدر کُرّ باشد، چیزی آن را نجس نمی‌کند.گفتم: کُرّ چقدر است؟فرمود: سه وجب و نیم طول ضرب در سه وجب و نیم عمق ضرب در سه وجب و نیم عرض.
حسین صمدیار نظریه پرداز در پژوهشی با عنوان بررسی فیزیکی و شیمیایی آب کر از طریق محاسبات فیزیکی و شیمیایی مقدار آب کر را محاسبه نموده است.